# Consorzio di bonifica della Calabria

Il Consorzio di bonifica della Calabria è un consorzio di bonifica con sede ad Catanzaro che si occupa della gestione delle acque dei bacini idrografici della Regione Calabria. 
Istituito con la Legge regionale 10 agosto 2023, n. 39 Disciplina in materia di ordinamento dei Consorzi di bonifica e di tutela e bonifica del territorio rurale. (BURC n. 177 del 10 agosto 2023).
Gestisce altresì la tutela del suolo e dell'ambiente, il livello minimo delle acque e la valorizzazione agricola nel territorio di tutta la regione.
La sua estensione territoriale lo fa diventare il consorzio di bonifica più grande d'Italia, superando il Consorzio di bonifica pianura di Ferrara.

## Storia
La Regione Calabria prima della riforma aveva 11 consorzi di Bonifica secondo quanto previsto dalla legge Regionale n. 526 del 28 luglio 2008.
I consorzi erano così organizzati:
Provincia di Cosenza :
- Consorzio di Bonifica del Tirreno Cosentino;
- Consorzio di Bonifica Bacini dello Ionio Cosentino;
- Consorzio di Bonifica Bacini Meridionali del Cosentino;
- Consorzio di Bonifica Bacini settentrionali del Cosentino;

Provincia di Catanzaro
- Consorzio di Bonifica Ionio Catanzarese;
- Consorzio di Bonifica Tirreno Catanzarese;

Provincia di Reggio Calabria fino al 2017 poi Città metropolitana di Reggio Calabria:
- Consorzio di Bonifica Alto Ionio Reggino;
- Consorzio di Bonifica Basso Ionio Reggino;
- Consorzio di Bonifica Tirreno Reggino;

Provincia di Crotone;
- Consorzio di Bonifica Ionio Crotonese

Provincia di Vibo Valentia;
- Consorzio di Bonifica Tirreno Vibonese

La frammentazione della gestione dei vari consorzi, gli squilibri economico finanziari derivanti da gestioni non rigorose, la difficoltà delle riscossioni delle quote consortili, la necessità di una programmazione più vasta, hanno portato la giunta della regione Calabria ad emettere una nuova proposta di legge per effettuare una riforma del settore. Il 3 agosto 2023 il consiglio regionale approva la riforma emettendo la Legge regionale 10 agosto 2023, n. 39: Disciplina in materia di ordinamento dei Consorzi di bonifica e di tutela e bonifica del territorio rurale (BURC n. 177 del 10 agosto 2023)
 istituendo il Consorzio della Regione Calabria e mettendo in liquidazione gli 11 consorzi esistenti.
Il consorzio si articola in 11 comprensori coincidenti territorialmente con gli ex compressori soppressi.

## L'attività

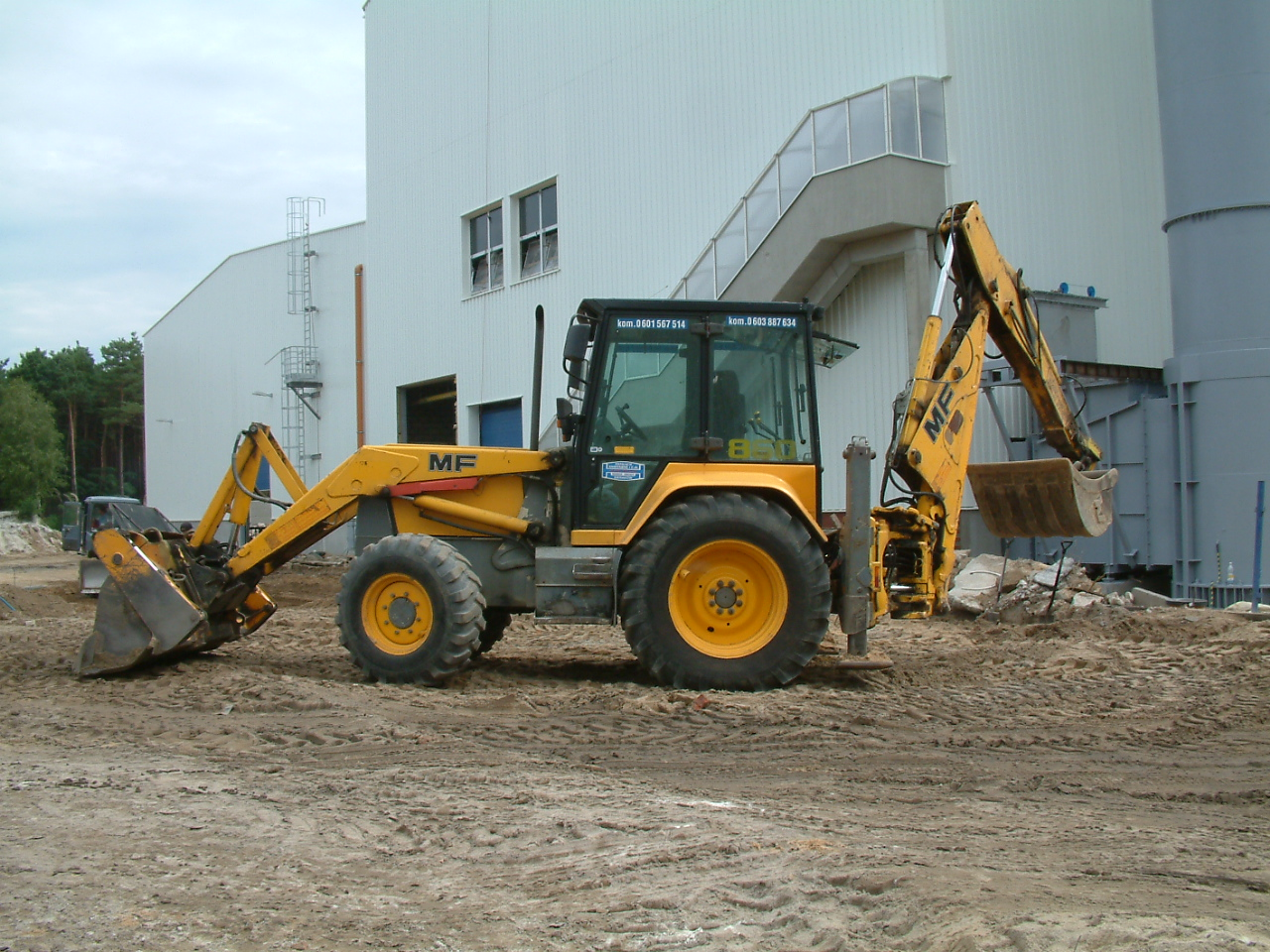
mezzo del consorzio utilizzato per la pulizia dei canali

Il Consorzio svolge le seguenti attività:
- predisposizione di piani di classifica e piani di riparto delle spese, articolati per ogni comprensorio di bonifica;
- predisposizione il piano delle attività delle opere di bonifica;
- istituzione e aggiornamento annuale del catasto consortile;
- progettazione, realizzazione, gestione e manutenzione ordinaria delle opere idrauliche, di bonifica, di irrigazione e di miglioramento fondiario;
- progettazione e realizzazione degli interventi di manutenzione straordinaria delle opere e degli impianti di competenza del Consorzio;
- azioni di salvaguardia ambientale e di risanamento delle acque, con particolare riguardo alle azioni di monitoraggio di bonifica e di irrigazione;
- pronto intervento, esercizio e vigilanza sulle opere di bonifica e l’introito dei relativi canoni;
- progettazione, realizzazione e gestione delle opere di bonifica di competenza privata dietro formale affidamento dei proprietari interessati;
- progettazione, realizzazione e gestione di impianti di produzione di energia elettrica da fonti rinnovabili nei canali consortili e sulle altre infrastrutture idonee, compatibilmente con le attività di bonifica e di irrigazione ad essa strettamente connesse;
- estrapolazione dei dati e delle informazioni utili all’attività di programmazione e pianificazione;
- gestione dell’attività di comunicazione istituzionale e dei rapporti con i consorziati;
- promozione di iniziative e interventi finalizzati all’informazione degli utenti.
- progettazione e l’esecuzione delle opere pubbliche di competenza dello Stato, della Regione e degli enti locali mediante apposita convenzione.